# Bisdom Holguín
Het bisdom Holguín (Latijn: Dioecesis Holguinensis) is een rooms-katholiek bisdom met als zetel Holguín, in Cuba. Het bisdom is suffragaan aan het aartsbisdom Santiago de Cuba. 

## Geschiedenis
Het bisdom werd opgericht op 8 januari 1979, uit delen van het aartsbisdom Santiago de Cuba. 

## Parochies
Het bisdom had in 2023 een oppervlakte van 14.089 km2 en telde 1.643.200 inwoners waarvan 26,6% rooms-katholiek was.

## Bisschoppen
- Héctor Luis Lucas Peña Gómez (8 januari 1979 - 14 november 2005)
- Emilio Aranguren Echeverria (14 november 2005 - heden)
  - Marcos Pirán Gómez (hulpbisschop: 19 maart 2021 - heden)